# Erik Skoglund
Johan Erik Skoglund, född 24 maj 1991 i Vårdinge, är en svensk boxare som erövrade WBC:s youth world title och WBO:s Youth intercontinental title i lätt tungvikt i april 2013 då han poängbesegrade den ett år äldre Luke Blackledge.
Som 11-åring började Skoglund boxas för Nyköpings boxningssällskap och hann med att vinna såväl svenska som nordiska mästerskap innan han tog steget över till proffsboxningen.
Skoglund tränas av Tommy Antman.
Den 8 december 2017 drabbades Skoglund av en hjärnblödning under ett träningspass och opererades samma dag.